# 3037 Alku
A 3037 Alku (ideiglenes jelöléssel 1944 BA) a Naprendszer kisbolygóövében található aszteroida. Yrjö Väisälä fedezte fel 1944. január 17-én.